# Flavio Orsini (aristocratico)
Flavio Orsini (Roma, 7 novembre 1620 – 5 aprile 1698), figlio del duca Ferdinando e della principessa Geminiana o Giustiniana Orsini, della linea di Gravina, erede dei ducati di San Gemini e Montelibretti e dei principati di Nerola e Scandriglia, fu il Vº duca di Bracciano.
Fratello minore di Virginio (1615-1676) che abbracciò la carriera ecclesiastica divenendo cardinale, alla sua rinuncia assunse il titolo di principe di Nerola. Era nipote ex fratre di Paolo Giordano II Orsini

## Biografia
Nel febbraio 1642 sposò la vedova Ippolita Ludovisi già promessa al fratello maggiore Virginio, ma che amministrò per proprio conto il proprio patrimonio dotale.
Nel 1644 il padre insieme ai fratelli, il cardinale Virginio e Lelio, dovettero cedere lo stato di Montelibretti con Corese, Montorio, Monte Flavio, Nerola e Ponticelli a Taddeo Barberini che in parte del pagamento si impegnava a soddisfare vari debiti della famiglia
Alla morte del padre nel 1660, Flavio subentrò nel ducato, anche se già da qualche anno (1657) il padre (che era stato duca per pochi anni) gli aveva affidato l’amministrazione degli stati di famiglia, assumendo anche la carica di Assistente al soglio; il suo territorio era ancora sostanzialmente integro, infatti erano rientrati da non molti anni nel patrimonio i beni dei Santacroce (Oriolo, Viano e Rota) legati dal vincolo fedecommissario degli Orsini; a cui era seguito il ritorno nel ramo di Bracciano dei feudi di Vicovaro, Burdella e Cantalupo. Tuttavia, anche a causa del tenore di vita condotto dallo zio Paolo Giordano, le finanze erano già ampiamente compromesse da un ingente indebitamento divenuto ormai irrecuperabile e le rendite non bastavano più a pagare gli interessi gravanti sui diversi “Monti” istituiti dagli Orsini e ben presto dovette iniziare, anche a causa di una sua scarsa inclinazione all'amministrazione del patrimonio,  una lunga serie di dismissioni, essendo costretto a cedere la metà dei beni già nel primo decennio della sua reggenza (Oriolo, Ischia di Castro, Formello, parte dello stato di Bracciano, Cerveteri e vari altri feudi).

Grazie alla sua influenza e al suo prestigio presso la corte papale riuscì ancora a intrattenere diverse relazioni con alcune corti europee. Dedicò gran parte del suo tempo agli studi di filosofia, poesia e musica, ma senza disdegnare la pittura, la scultura e l’architettura.
Nel 1661 vennero cedute per 345.000 scudi Campagnano, Cesano, Formello e Scrofano al cardinale Flavio Chigi e i principi Mario e Agostino fratello e nipoti del papa Alessandro VII, dei quali 300.000 furono destinati per il pagamento di alcuni creditori.
Nel 1671, cedevano agli Altieri Oriolo, Viano e Monterano.
Rimasto vedovo il 29 aprile 1674 senza aver avuto prole, il 17 febbraio 1675 sposò in seconde nozze Marie Anne de La Trémoille, con la quale i rapporti furono da subito difficili tanto che la stessa partì già nel 1676 per Parigi per tornare stabilmente solo nel 1694 e durante la sua permanenza a Roma non poco contribuì al dissesto finanziario mediante acquisti di opere d'arte, mobili di pregio e tappezzerie al fine di arricchire gli ambienti del palazzo di Monte Giordano loro residenza, che diventò così punto di riferimento della èlite cittadina favorevole alla nazione francese. Tale vicinanza alla Francia tuttavia gli procurò dissapori con il Pontefice Innocenzo XI, al punto che dovendosi riavvicinare alla corte pontificia, Luigi XIV ruppe le sue relazioni con lui facendo distribuire ai poveri di Roma la pensione che aveva concesso a Orsini nel 1666.
Nel 1674 segue la vendita ai Ruspoli di Cerveteri dai fratelli Flavio, Virginio e Lelio per 550.000 scudi dai quali dovevano essere detratti almeno 150.000 per debiti verso i medesimi.
Nel 1688 dovette cedere il complesso edilizio di Monte Giordano per 60.000 scudi ai Gabrielli. La transazione consentì alla famiglia di trasferirsi nel quattrocentesco Palazzo Orsini a Pasquino di piazza Navona, già appartenuto al ramo di San Gemini, con un vitalizio annuo di 4000 scudi.
Insieme al fratello Lelio, con cui aveva condiviso gli ultimi anni tra frizioni e litigi per la mancanza di eredi diretti cui affidare la successione del ducato cedevano tra il 1691 e il 17 aprile 1692 anche Vicovaro ai conti Paolo e Ferdinando Bolognetti. Nel chirografo veniva stabilito che Lelio, pur cedendo la proprietà ne avrebbe conservato il titolo di principe di Vicovaro fino alla morte avvenuta nel 1696. Per questo motivo, Paolo Bolognetti, ormai già proprietario di Vicovaro dal 1692, ne divenne il primo principe Bolognetti a partire da quella data. 
Nel 1693, ancora con il fratello, cedeva Anguillara a Francesco Grillo de Mari e nello stesso anno venne redatto l'atto di vendita del Castello e della Tenuta di Palo al principe Livio Odescalchi al prezzo di 120.000 scudi. 
Infine nel 1696 tramite la Congregazione dei Baroni, fu venduto per 386.000 scudi agli Odescalchi anche lo storico ducato di Bracciano, appartenuto alla famiglia sin dal XV secolo.
 
Ancora nel 1697, scomparso il fratello Lelio l'anno precedente, a seguito del testamento di Alessandro Maria Orsini principe di Amatrice, Flavio prende possesso del principato, insieme ai beni in Mantova afferenti al fedecommesso di Amatrice, che tuttavia dovrà abbandonare a seguito della sua morte, lasciando che lo stato venisse incamerato dai Medici di Firenze. 

Nel 1698 il duca muore, probabilmente nel suo palazzo presso piazza Navona, senza lasciare eredi,  e privo dei suoi stati; con lui si estingue la linea più importante del lignaggio.

Con l’estinzione del principale ramo degli Orsini, quello di Bracciano, il ramo di Gravina intentò una lunga causa, terminata nella seconda metà del XVIII secolo, contro i creditori che avevano indotto alle numerose cessioni dei beni, per subentrare, senza successo, nel fedecommesso Orsini istituito sin dal XV secolo, ed ottenere quanto rimaneva del patrimonio e dei titoli.

## Ascendenza
|                                            |                                       |                                              | Genitori                                           |  |  | Nonni |  |  | Bisnonni                                     |  |  | Trisnonni                               |  |
|                                            |                                       |                                              |                                                    |  |  |       |  |  | Paolo Giordano I Orsini, I duca di Bracciano |  |  | Girolamo Orsini, V signore di Bracciano |  |
|                                            |                                       |                                              |                                                    |  |  |       |  |  | Paolo Giordano I Orsini, I duca di Bracciano |  |  | Girolamo Orsini, V signore di Bracciano |  |
|                                            |                                       | Francesca Sforza di Santa Fiora              |                                                    |  |  |       |  |  | Paolo Giordano I Orsini, I duca di Bracciano |  |  |                                         |  |
| Virginio Orsini, II duca di Bracciano      |                                       |                                              |                                                    |  |  |       |  |  | Paolo Giordano I Orsini, I duca di Bracciano |  |  |                                         |  |
|                                            |                                       | Isabella de' Medici                          | Cosimo I de' Medici, I granduca di Toscana         |  |  |       |  |  |                                              |  |  |                                         |  |
|                                            |                                       | Isabella de' Medici                          | Cosimo I de' Medici, I granduca di Toscana         |  |  |       |  |  |                                              |  |  |                                         |  |
|                                            |                                       | Isabella de' Medici                          | Leonor Álvarez de Toledo y Osorio                  |  |  |       |  |  |                                              |  |  |                                         |  |
| Ferdinando Orsini, IV duca di Bracciano    |                                       | Isabella de' Medici                          |                                                    |  |  |       |  |  |                                              |  |  |                                         |  |
|                                            |                                       | Fabio Damasceni                              | …                                                  |  |  |       |  |  |                                              |  |  |                                         |  |
|                                            |                                       | Fabio Damasceni                              | …                                                  |  |  |       |  |  |                                              |  |  |                                         |  |
|                                            |                                       | Fabio Damasceni                              | …                                                  |  |  |       |  |  |                                              |  |  |                                         |  |
| Flavia Damasceni Peretti                   |                                       | Fabio Damasceni                              |                                                    |  |  |       |  |  |                                              |  |  |                                         |  |
|                                            |                                       | Maria Felice Mignucci Peretti                | Giambattista Mignucci                              |  |  |       |  |  |                                              |  |  |                                         |  |
|                                            |                                       | Maria Felice Mignucci Peretti                | Giambattista Mignucci                              |  |  |       |  |  |                                              |  |  |                                         |  |
|                                            |                                       | Maria Felice Mignucci Peretti                | Camilla Peretti, marchesa di Venafro               |  |  |       |  |  |                                              |  |  |                                         |  |
| Flavio Orsini, V duca di Bracciano         |                                       | Maria Felice Mignucci Peretti                |                                                    |  |  |       |  |  |                                              |  |  |                                         |  |
|                                            | Virginio Orsini, I duca di San Gemini | Ferdinando Orsini, V duca di Gravina         |                                                    |  |  |       |  |  |                                              |  |  |                                         |  |
|                                            | Virginio Orsini, I duca di San Gemini | Ferdinando Orsini, V duca di Gravina         |                                                    |  |  |       |  |  |                                              |  |  |                                         |  |
|                                            | Virginio Orsini, I duca di San Gemini | Beatrice Ferrillo                            |                                                    |  |  |       |  |  |                                              |  |  |                                         |  |
| Gian Antonio Orsini, II duca di San Gemini | Virginio Orsini, I duca di San Gemini |                                              |                                                    |  |  |       |  |  |                                              |  |  |                                         |  |
|                                            |                                       | Giovanna Caetani di Sermoneta                | Bonifacio Caetani, IV duca di Sermoneta            |  |  |       |  |  |                                              |  |  |                                         |  |
|                                            |                                       | Giovanna Caetani di Sermoneta                | Bonifacio Caetani, IV duca di Sermoneta            |  |  |       |  |  |                                              |  |  |                                         |  |
|                                            |                                       | Giovanna Caetani di Sermoneta                | Caterina Pio di Savoia                             |  |  |       |  |  |                                              |  |  |                                         |  |
| Giustiniana Orsini di San Gemini           |                                       | Giovanna Caetani di Sermoneta                |                                                    |  |  |       |  |  |                                              |  |  |                                         |  |
|                                            |                                       | Bernardino Savelli, I duca di Castelgandolfo | Giovanni Battista Savelli, VI signore di Palombara |  |  |       |  |  |                                              |  |  |                                         |  |
|                                            |                                       | Bernardino Savelli, I duca di Castelgandolfo | Giovanni Battista Savelli, VI signore di Palombara |  |  |       |  |  |                                              |  |  |                                         |  |
|                                            |                                       | Bernardino Savelli, I duca di Castelgandolfo | Costanza Bentivoglio                               |  |  |       |  |  |                                              |  |  |                                         |  |
| Costanza Savelli di Castelgandolfo         |                                       | Bernardino Savelli, I duca di Castelgandolfo |                                                    |  |  |       |  |  |                                              |  |  |                                         |  |
|                                            |                                       | Lucrezia dell'Anguillara                     | Flaminio dell'Anguillara, signore di Stabbia       |  |  |       |  |  |                                              |  |  |                                         |  |
|                                            |                                       | Lucrezia dell'Anguillara                     | Flaminio dell'Anguillara, signore di Stabbia       |  |  |       |  |  |                                              |  |  |                                         |  |
|                                            |                                       | Lucrezia dell'Anguillara                     | Maddalena Strozzi                                  |  |  |       |  |  |                                              |  |  |                                         |  |
|                                            |                                       | Lucrezia dell'Anguillara                     |                                                    |  |  |       |  |  |                                              |  |  |                                         |  |